# Maurice Meyer
Maurice Meyer, né le 17 août 1892 à Paris et mort le 25 mars 1971 à Draveil, est un footballeur international français.

## Biographie
Son poste de prédilection est défenseur. Il ne compte qu'une sélection en équipe de France de football, France-Irlande amateur au Parc des Princes à Paris en 1921.

### Clubs successifs
- C.A.S.G.
- Red Star

### Carrière
Membre du célèbre trio défensif du Red Star qu'il forma avec Pierre Chayriguès et Lucien Gamblin, Maurice brilla surtout en club, où il remporta trois fois de suite la Coupe de France en 1921,1922 et 1923. Son passage en équipe de France n'offrit pas le même éclat.

## Palmarès
- Coupe de France de football 1920-1921
- Coupe de France de football 1921-1922
- Coupe de France de football 1922-1923